# Zwarte Eik

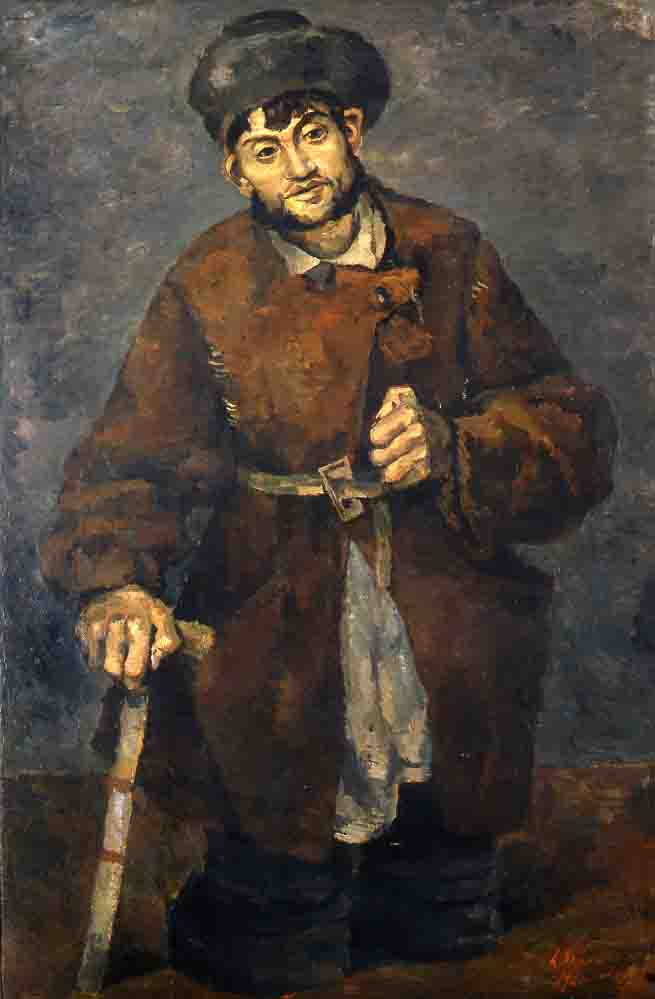
Slachtoffer van een Joodse pogrom

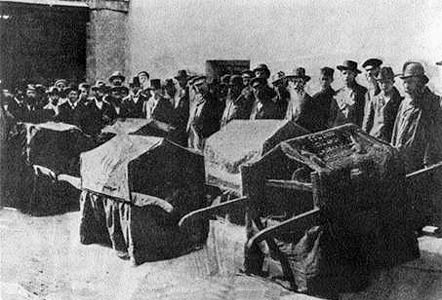
Begrafenis na een pogrom

Zwarte Eik is de hoofdpersonage uit een Joods volksverhaal.

## Het verhaal
Zwarte Eik hoort van studenten op een avond in een kroeg in Nasielsk dat er de volgende dag een pogrom op komst is in Bodsanova. Het zal om vier uur 's middags beginnen, dan kan de koopwaar nog verkocht worden en is er geld voorhanden in de Joodse winkels. Hij vertrekt met zijn gezelschap, maar vertelt zijn collega's niet waarom hij naar Bodsanova wil. Antek is de man van het slagwerk, Mariusia is acrobate, Voitek Biez is vuurvreter en Juzef Granada is de clown. Niemand snapt waarom Zwarte Eik 's nachts naar Bodsanova wil reizen. Op de weg verschijnen twee grote zwarte honden die de paarden aanvallen. Mariusia zegt dat dit een slecht voorteken is, maar Zwarte Eik rijdt door.
Het is druk in het dorp en Zwarte Eik besluit een voorstelling op het plein te organiseren, zodat de pogrom vergeten wordt. Politieagenten lopen als boeren verkleed door het dorp, maar niemand zal Zwarte Eik geloven als hij zal waarschuwen. Welke koopman gelooft een circusartiest als hij vertelt dat de boeren niet te vertrouwen zijn? Antek wervelt in het rond als een tol met de trom op zijn rug en bekkens voor zijn borst. Zwarte Eik heeft een puntige stok in zijn hand en loopt in een matrozenpak. De boeren vormen een kring, Zwarte Eik ziet dat er knuppels zijn. Er volgt een acrobatische dans en de clown gaat rond met zijn hoed. De vuurvreter en degenslikker komt op de mat en de koorddanser danst op ontblote zwaarden.
Er wordt geen geld opgehaald en de circusartiesten snappen niet wat Zwarte Eik bezielt. Zwarte Eik vouwt een ijzeren stang en scheurt een ijzeren ketting met zijn tanden aan stukken. Hij wil de boeren bezighouden, zodat de pogrom vergeten wordt. Dan vraagt hij om twee paarden, maar er worden vier gebracht. Met aan elke hand twee paarden gaat Zwarte Eik de uitdaging aan. Zwarte Eik houdt de paarden tegen, maar er knapt iets in zijn borst. Het plein loopt later leeg, alleen Zwarte Eik blijft achter en zit op de grond als een dronkenlap. Zwarte Eik sterft 's avonds alleen in het dorp, maar hij is tevreden. Niemand weet waarom hij die dag naar Bodsanova wilde.

## Achtergronden
- Zie ook helhond en Omen (voorteken).